# Michel-Türmer
Der Michel-Türmer, auch Turmtüter, ist ein Trompeter, der in der Tradition des Amtes der Turmbläser vom Turm der Hamburger Hauptkirche St. Michaelis täglich morgens und abends Choräle in alle vier Himmelsrichtungen spielt. Der Brauch wurde während der Reformation in Hamburg eingeführt und wird im Michel, wie die Michaeliskirche in Hamburg genannt wird, seit mehr als 300 Jahren praktiziert. Bis zur Aufhebung der Torsperre zum 1. Januar 1861 war der Trompeten-Choral das Zeichen für die Öffnung beziehungsweise Schließung der Stadttore.

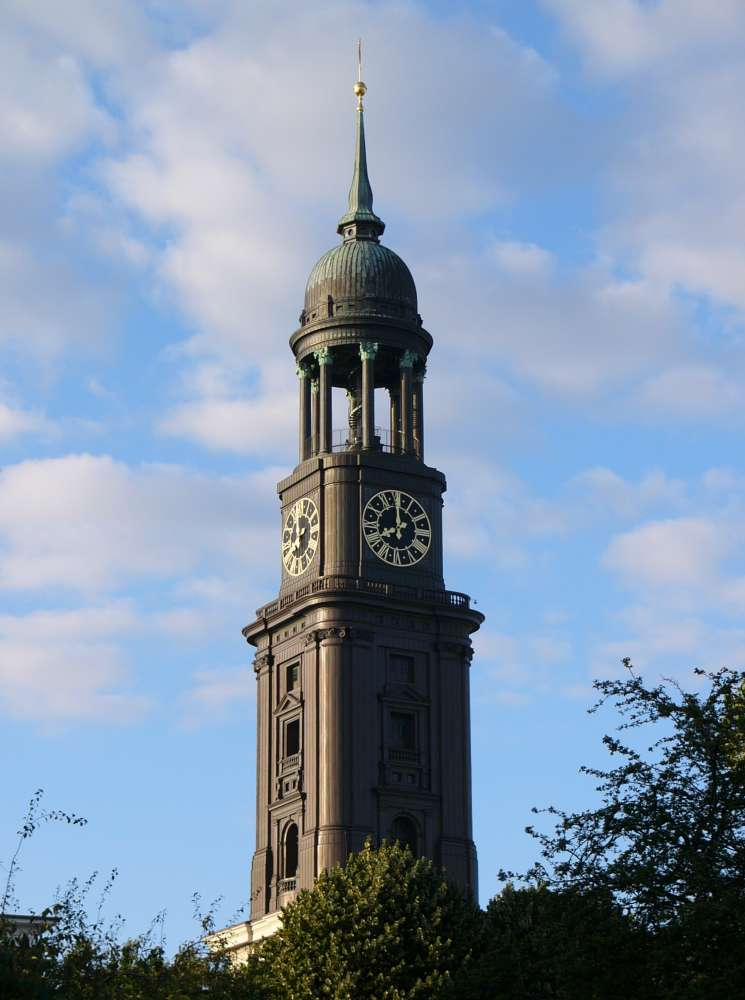
Turm der St. Michaeliskirche

Heute begibt sich der Michel-Türmer jeweils werktags um 10 Uhr und um 21 Uhr sowie sonntags einzig um 12 Uhr auf den 7. Boden des Turms, den sogenannten Türmerboden, der 279 Stufen hoch liegt. Er spielt jeweils eine Strophe aus einem geöffneten Fenster, beginnend bei dem Ostfenster und dann weiter im Uhrzeigersinn: „zum Lobe Gottes, den Menschen zur Freude!“ – so eine Tafel am Turmaufgang. Es wird täglich ein anderer Choral gespielt, hauptsächlich evangelische Kirchenlieder aus dem 16. und 17. Jahrhundert, abgestimmt auf das Kirchenjahr.
Das Amt, das als eine Nebenbeschäftigung angelegt ist, teilen sich zwei freiberufliche Musiker. Horst Huhn ist seit 1992 Michel-Türmer und leitet zudem das St. Michaelis Blechbläser-Ensemble. Josef Thöne spielt ebenfalls seit 1992 vom Turm und leitet seit 1995 den Posaunenchor der Kirche.